# William S. Holman
William Steele Holman (condado de Dearborn, 6 de septiembre de 1822-Washington D. C., 22 de abril de 1897) fue un abogado, juez y político estadounidense que sirvió en la Cámara de Representantes de los Estados Unidos en tres períodos no consecutivos. Además, presidió el Caucus Demócrata de la Cámara desde 1889 hasta 1895, durante los años previos a su último mandato como representante. También fue miembro de la Cámara de Representantes de Indiana y se desempeñó como juez de la Corte de Causas Comunes. Es conocido por crear la regla de Holman, que aún permite enmiendas a proyectos de ley de asignaciones para reducir un programa específico o el salario de un empleado federal.
En la Cámara de Representantes, ocupó simultáneamente los cargos de presidente del Comité de Asignaciones y del Comité de Edificios y Terrenos Públicos desde 1875 hasta 1877. Posteriormente, asumió la presidencia del Comité de Tierras Públicas (1887-1889), del Comité de Apropiaciones (1891-1893) y del Comité de Asuntos Indígenas (1893-1895). Previo a su servicio en el Congreso, participó en la reforma constitucional de Indiana, desempeñándose como delegado en la convención de 1850.

## Biografía
Nació el 6 de septiembre de 1822 en la casa histórica Veraestau, ubicada en el condado de Dearborn, Indiana. Era hijo del juez Jesse Lynch Holman y Elizabeth Masterson, quien a su vez era hija del juez Richard M. Masterson. Estudió derecho en Franklin College entre 1840 y 1842, bajo la tutela de su padre. En ese mismo año, contrajo matrimonio con Abigail Knapp. En 1843, fue admitido en la firma de abogados del condado de Dearborn y ejerció como juez de sucesiones entre 1843 y 1846. Posteriormente, ocupó el cargo de fiscal durante dos años, desde 1847 hasta 1849. Además, sirvió como miembro de la Cámara de Representantes de Indiana entre 1851 y 1852. Desde 1852 hasta 1856, se desempeñó como juez del Tribunal de Causas Comunes.
Como congresista, fue conocido por su oposición al gasto público, especialmente en subsidios y ayuda a empresas privadas. También se opuso a los congresistas que aumentaban su salario retrospectivamente, lo que lo llevó a adoptar la «regla de Holman» en 1876, que «facultaba a un miembro del Congreso proponer una modificación que recortara el salario de un empleado federal o un programa específico». Estas acciones requerirían una mayoría simple en ambas cámaras del Congreso para ser aprobadas. Murió en Washington D. C. el 22 de abril de 1897, a los 74 años. Está enterrado en el Cementerio de Veraestau, Aurora, Indiana.